# Noctuelia undulosella
Noctuelia undulosella là một loài bướm đêm trong họ Crambidae.